# Three's Company
Three's Company is een Amerikaanse comedyserie. Hiervan werden 172 afleveringen gemaakt die oorspronkelijk van 15 maart 1977 tot en met 18 september 1984 werden uitgezonden op ABC. Three's Company is een Amerikaanse remake van de Britse serie Man About the House, in Nederland uitgezonden als 'Man over de vloer' en tussen 1994 en 2003 opnieuw opgenomen met Nederlandse acteurs als SamSam.
Three's Company werd zeven keer genomineerd voor een Golden Globe, waarbij het die voor beste bijrolspeler in een comedyserie won in 1979 (Norman Fell) en die voor beste hoofdrol in een comedyserie in 1980 (John Ritter). Er waren vijf nominaties voor een Primetime Emmy Award, waarvan er één werd toegekend (aan Ritter). De serie won daarnaast de People's Choice Award voor favoriete nieuwe comedyserie in 1978 (gedeeld met The Love Boat) en die voor favoriete comedyserie in 1984.

## Uitgangspunt
Na een feestje wordt student-kok Jack Tripper wakker in de badkuip van het appartement van Janet Wood en Chrissy Snow. De twee hebben nog een huisgenoot nodig om de huur mee te delen en laten Jack daarom bij hen intrekken. Dit brengt met zich mee dat vanaf dat moment ook Jacks slinkse beste vriend Larry regelmatig over de vloer komt. Bovendien bemoeien huisbazen Stanley en Helen Roper zich ook regelmatig met de zaken van hun huurders.

## Rolverdeling
- John Ritter - Jack Tripper
- Joyce DeWitt - Janet Wood
- Suzanne Somers - Chrissy Snow
- Richard Kline - Larry Dallas
- Don Knotts - Ralph Furley
- Priscilla Barnes - Terri Alden
- Audra Lindley - Helen Roper
- Norman Fell - Stanley Roper
- Jenilee Harrison - Cindy Snow

## Spin-offs
Evenals uit Man About the House kwamen uit Three's Company twee spin-offs voort:
- The Ropers (1979-1980, het Amerikaanse equivalent van George & Mildred)
- Three's a Crowd (1984-1985, het Amerikaanse equivalent van Robin's Nest)

In eerstgenoemde titel staat het oudere echtpaar Stanley en Helen Roper centraal (de Amerikaanse versies van de Britse George en Mildred Roper, ook de inspiratie voor de latere Arnold en Rietje Brouwer in SamSam).
In Three's a Crowd is Jack Tripper opnieuw een hoofdpersonage (de Amerikaanse versie van de Britse Robin Tripp, ook de inspiratie voor de latere Jimmy de Waard in SamSam).